# Анджело Комастрі
А́нджело Комáстрі (італ. Angelo Comastri; нар. 17 вересня 1943, Сорано) — італійський кардинал, генеральний вікарій Папи Римського для Держави-Міста Ватикану і президент Фабрики святого Петра (2005—2021), архіпресвітер Собору Святого Петра (2006—2021).

## Біографія
Анджело Комастрі отримав початкову освіту в школі в своєму рідному місті, згодом навчався в семінарії Пітільяно та в регіональній семінарії «Санта-Марія-делла-Кверча» у Вітербо. Продовжив навчання в Римі, в Папському Латеранському університеті (де він отримав ступінь ліценціата богослов'я) та у Папській римській семінарії.
11 березня 1967 року прийняв священиче рукоположення з рук єпископа Луїджі Боккадоро. Після рукоположення призначений віце-ректором семінарії в Пітільяно. Одночасно він здійснював душпастирську діяльність при парафії святого Кирика.
У 1968 році розпочав працю в Конгрегації в справах єпископів, був духівником римської малої семінарії і помічником капелана римської в'язниці «Реджіна Челі». У 1971 році повернувся до своєї дієцезії і був призначений ректором семінарії в Пітільяно. У 1979 році призначений парохом парафії святого Стефана в Порто-Санто-Стефано.

## Єпископ
25 липня 1990 року Папа Римський Іван-Павло II призначив Комастрі єпископом дієцезії Маса Маріттіма-Пйомбіно. Єпископська хіротонія відбулася 12 вересня того ж року в парафіяльній церкві святого первомученика Стефана в Порто-Санто-Стефано (головним святителем був кардинал Бернарден Ґантен, а співсвятителями — архієпископ Ґаетано Бонічеллі і єпископ Еудженіо Бініні). 3 березня 1994 року він подав у відставку з посади правлячого єпископа за станом здоров'я. Після свого одужання він був призначений президентом Національного італійського комітету з ювілейного 2000 року, а також очолив Національний центр покликань італійської єпископської конференції.

## Архієпископ
9 листопада 1996 року Анджело Комастрі був призначений прелатом територіальної прелатури Лорето, з особистим титулом архієпископа. 5 лютого 2005 року Іван Павло II призначив архієпископа Комастрі своїм генеральним вікарієм для держави-міста Ватикану, президентом Фабрики Святого Петра і коад'ютором архіпресвітера собору Святого Петра. У 2003 році він проповідував духовні вправи для Папи Римського Івана Павла II і Римської курії, а також відредагував медитації для хресного ходу під головуванням Папи Бенедикта XVI в Колізеї у Страсну п'ятницю 2006 року. 31 жовтня 2006 року, після відставки кардинала Франческо Маркізано, Комастрі змінив його на посту архіпресвітера собору Святого Петра.

## Кардинал-диякон
На консисторії, що відбулася 24 листопада 2007 року, Папа Бенедикт XVI підніс архієпископа Комастрі до рангу кардинал-диякон з титулом Сан Сальваторе ін Лауро. На додаток до своїх основних обов'язків, він також є віце-президентом Папської академії Непорочного Зачаття і членом Конгрегація з канонізації святих.
2 квітня 2012 року Папа Бенедикт XVI призначив кардинала Комастрі своїм спеціальним легатом для участі в заключних богослужіннях Національного Євхаристійного Конгресу в Україні, що відбулися 3 червня 2012 року у Львові, з нагоди 600-річчя утворення архієпископського та митрополичого осідку латинського обряду у Львові.
20 лютого 2021 року Папа Франциск прийняв зречення кардинала Анджело Комастрі зі служіння Генерального Вікарія Його Святості для Ватикану, Архипресвітера папської базиліки Святого Петра у Ватикані та Президента Фабрики святого Петра, призначивши на ці служіння кардинала Мауро Ґамбетті, колишнього настоятеля монастиря святого Франциска в Ассізі.